# Carga de fuego
Se define como carga de fuego o carga combustible a la cantidad de energía resultante de la combustión completa de los materiales combustibles de un sector de incendio. También se utiliza este término para designar el peso en madera necesario para producir una cantidad calorífica equivalente a la generada por todos los materiales por unidad de superficie.
Indirectamente, la carga de fuego es un indicador de la magnitud del riesgo de incendio que presenta un edificio o instalación industrial. Este valor es de gran importancia tanto para determinar las protecciones en materia de detección y control de incendios, como también para determinar las características constructivas de la edificación.

## Densidad de carga combustible
La densidad de la carga combustible es el promedio de la carga de fuego por unidad de superficie. Generalmente se expresa en Mcal/m² o MJ/m².

## Densidad de carga combustible equivalente en madera
Peso en madera por unidad de superficie capaz de desarrollar una cantidad de calor equivalente a la de los materiales combustibles contenidos en un sector de incendio. Generalmente expresada en Kg/m².